# D32d (hunebed)
Hunebed D32d is een voormalig hunebed. Het lag vlak bij D32 bij Odoorn.
Op de plek van het hunebed werden potscherven van 150 stuks aardewerk van de trechterbekercultuur gevonden. Een voor de Westgroep unieke vondst wordt gevormd door een aardewerken dekseltje.
Het werd in 1943 vermeld als hunebed, de plek werd herontdekt door J.E. Musch en in 1984 onderzocht door J.N. Lanting. Er waren drie paar draagstenen en twee sluitstenen. De kamer was 5,5 meter lang en ca. 1,6 meter breed. 